# Superintendent's Residence (Arizona)
Pour les articles homonymes, voir Superintendent's Residence.
La Superintendent's Residence est un bâtiment américain situé à Grand Canyon Village, dans le comté de Coconino, en Arizona.
Dessiné par Daniel Ray Hull dans un style qui croise celui d'un chalet suisse et l'architecture rustique du National Park Service alors à peine émergente, il est construit en 1921 pour servir de premier siège au parc national du Grand Canyon, ce qui lui vaut d'être également appelé First Administration Building. Il est ensuite agrandi et transformé en lieu d'habitation en 1931, mais il conserve alors son style caractéristique.
La maison est inscrite au Registre national des lieux historiques depuis le 6 septembre 1974. Elle constitue par ailleurs une propriété contributrice au district historique de Grand Canyon Village, un district historique créé le 20 novembre 1975.